# VIVIsectVI
VIVIsectVI (da pronunciare come Vivisect Six) è il quarto album in studio del gruppo musicale canadese Skinny Puppy, pubblicato nel 1988.

## Tracce
1. Dogshit – 3:55
2. VX Gas Attack – 5:36
3. Harsh Stone White – 4:29
4. Human Disease (S.K.U.M.M.) – 6:18
5. Who's Laughing Now? – 5:28
6. Testure – 5:06
7. State Aid – 3:54
8. Hospital Waste – 4:37
9. Fritter (Stella's Home) – 3:31

## Formazione
- Nivek Ogre - voce
- cEvin Key - sintetizzatori, chitarre, basso, batteria
- Dwayne Goettel - sintetizzatori, sampling